# Orchesia pallidior
Orchesia pallidior is een keversoort uit de familie winterkevers (Tetratomidae). De wetenschappelijke naam van de soort werd in 1930 gepubliceerd door Maurice Pic.